# Bob Bradley
Bob Bradley (Montclair, 3. ožujka 1958.) nogometni je trener, trenutni izbornik nogometnog kluba Los Angeles F.C. Prije preuzimanja reprezentacije Egipta, trenirao je većinom sveučilišne momčadi, a kasnije i ekipe iz Major League Soccer, uključujući Chicago Fire, MetroStars, i Chivas USA preko devet sezona te Nogometnu reprezentaciju SAD-a.
Njegov sin, Michael Bradley, profesionalni je nogometaš Toronta iz Američke MLS, a nastupa i za reprezentaciju SAD-a.

## Vanjske poveznice
- "Bradley postaje trener reprezentacije SAD-a", Washington Post